# Abondant
Abondant település Franciaországban, Eure-et-Loir megyében. Lakosainak száma 2446 fő (2022. január 1.). Abondant Sorel-Moussel, Marcilly-sur-Eure, Bû és Cherisy községekkel határos.

## Népesség
A település népességének változása:
| Lakosok száma | 815  | 1314 | 1494 | 1977 | 2246 | 2320 | 2372 | 2390 | 2409 | 2446 |
|               | 1968 | 1982 | 1990 | 2006 | 2013 | 2015 | 2017 | 2019 | 2020 | 2022 |